# HeidiSQL
HeidiSQL(하이디SQL)은 이전에는 ‘MySQL Front’로 알려졌던 제품이며, 자유 소프트웨어 그리고 오픈 소스 클라이언트 또는 MySQL 프론트엔드 제품이다. 독일 프로그래머 안스가르 베커와 다른 기여자들이 마리아DB나 퍼코나 서버처럼, 델파이로 만든 MySQL 프론트의 포크 제품이다. 하이디SQL로 데이터베이스를 관리하기 위해서는 MySQL 로컬 서버나 원격서버에 세션을 만들 수 있는 계정을 가지고 있어야 한다. 이 세션으로 사용자는 접속된 데이터베이스 서버 내의 MySQL 데이터베이스를 관리하고, 작업이 끝나면 접속을 종료할 것이다. 그 기능들은 대부분의 보통 그리고 숙련된 데이터베이스, 테이블, 그리고 데이터 레코드 작동 관리를 위해 충분하지만 MySQL 프론트엔드가 기대하는 완전한 기능을 위해 계속해서 개발 중에 있다.

## 역사
안스가르 베커(Ansgar Becker)는 1999년 “MySQL-Front”라는 프로젝트 이름을 가진 MySQL 프론트엔드 개발을 시작했다. MySQL 서버와 내장된 데이터베이스의 인터페이스를 구성하기 위해 매티어스 프치너(Matthias Fichtner)가 작성한 직접 API 레어를 사용했다.
개인적인 개발은 2006년 4월에 나온 2.5 판까지 계속되었으며, SourceForge 상의 공개 소프트로, 이후 “HeidiSQL”이라는 이름으로 개명을 하였다. 하이디SQL은 새롭고, 훨씬 더 인기있는 데이터베이스 레어인 ZeosLib를 이용하여 재설계되었다. 이것은 2006년 6월에 나온 3.0 버전부터 적용이되었다.
SourceForge 프로젝트 호스팅의 단점과 기타 비교 우위적 장점(성능이나 기능 같은)으로 인해, 안스가르는 HeidiSQL의 코드 레퍼지터리와 버그/기능 트래커 호스팅을 2008년 5월 구글 코드로 변경하였다. HeidiSQL은 그때 일반 데이터베이스 인터페이스 수행을 이용하기 위해 기존의 라이버러리를 이용하기보다는 다시 작성되었다.

## 기능
하이디SQL은 다음과 같은 GUI 기능과 특징을 가지고 있다.
- 서버 연결
  - 다중 접속과 내부의 다중 계정 접속
  - 호환 서버를 위한 압축된 클리어언트/서버 프로토콜
  - TCP/IP, 명명된 파이프 (소켓) 또는 터널링 프로토콜 (SSH)을 통한 서버 인터페이스 제공
  - 하나의 윈도 내에 다중 병렬 활성 세션
  - 서버 내 유저 관리: 추가, 삭제 그리고 유저 편집과 권한 설정
  - 전역 또는 데이터베이스별 이용자 권한 설정 관리
  - 데이터베이스를 SQL 파일 또는 다른 서버로 내보내기
  - 다중 쿼리 탭, 각각이 배치 결과에 따라 하위탭을 가질 수 있다.
- 서버 호스트
  - 모든 서버 변수의 보기와 필터 (예, system_time_zone)
  - 현재 세션 또는 전역 서버 변수 편집
  - 서버 통계 변수 보기, 시간당 초당 평균값 보기
  - 수행된 SQL 분석과 나쁜 프로세스를 죽이기 위한 현재 프로세스 보기
  - SQL 명령당 명령어 통계보기 (% 단위로)
- 데이터베이스
  - 서버 상 모든 데이터베이스 보기, 테이블과 데이터 작업을 위한 단일 데이터베이스 연결
  - 연결된 데이터베이스 보기' 데이터베이스 /테이블 트리 구조 내의 전체 또는 테이블 크기를 KB/MB/GB로 보기
  - 신규 데이터베이스 생성, 기존 데이터베이스명, 문자셋, 협업 등 바꾸기, 데이터베이스 삭제하기
- 테이블 뷰, 프로시저, 트리거와 이벤트
  - 선택된 데이터베이스 내의 모든 객체보기, 비우기, 이름바꾸기, 그리고 객체 삭제
  - 데이터베이스 테이블 컬럼, 인덱스, 외래 키 편집. 마리아DB 서버의 가상 컬럼 지원
  - VIEW 쿼리 편집과 세팅
  - 프로시저 SQL 본문과 변수 수정
  - 트리거 SQL 본문과 세팅 수정
  - 예약 이벤트 SQL 본문 시간 설정 수정

## jHeidi
자바 판 하이디SQL이며, 맥과 리눅스에서 작동하도록 설계되었다. jHeidi 프로젝트는 2010년 3월 이후 중단되었다. (홈페이지 참고)

## 같이 보기
- MySQL
- MySQL 워크벤치
- phpMyAdmin